# 1826 au Canada
Pour un article plus général, voir Chronologie du Canada.
Cet article traite des événements qui se sont produits durant l'année 1826 au Canada.

## Événements

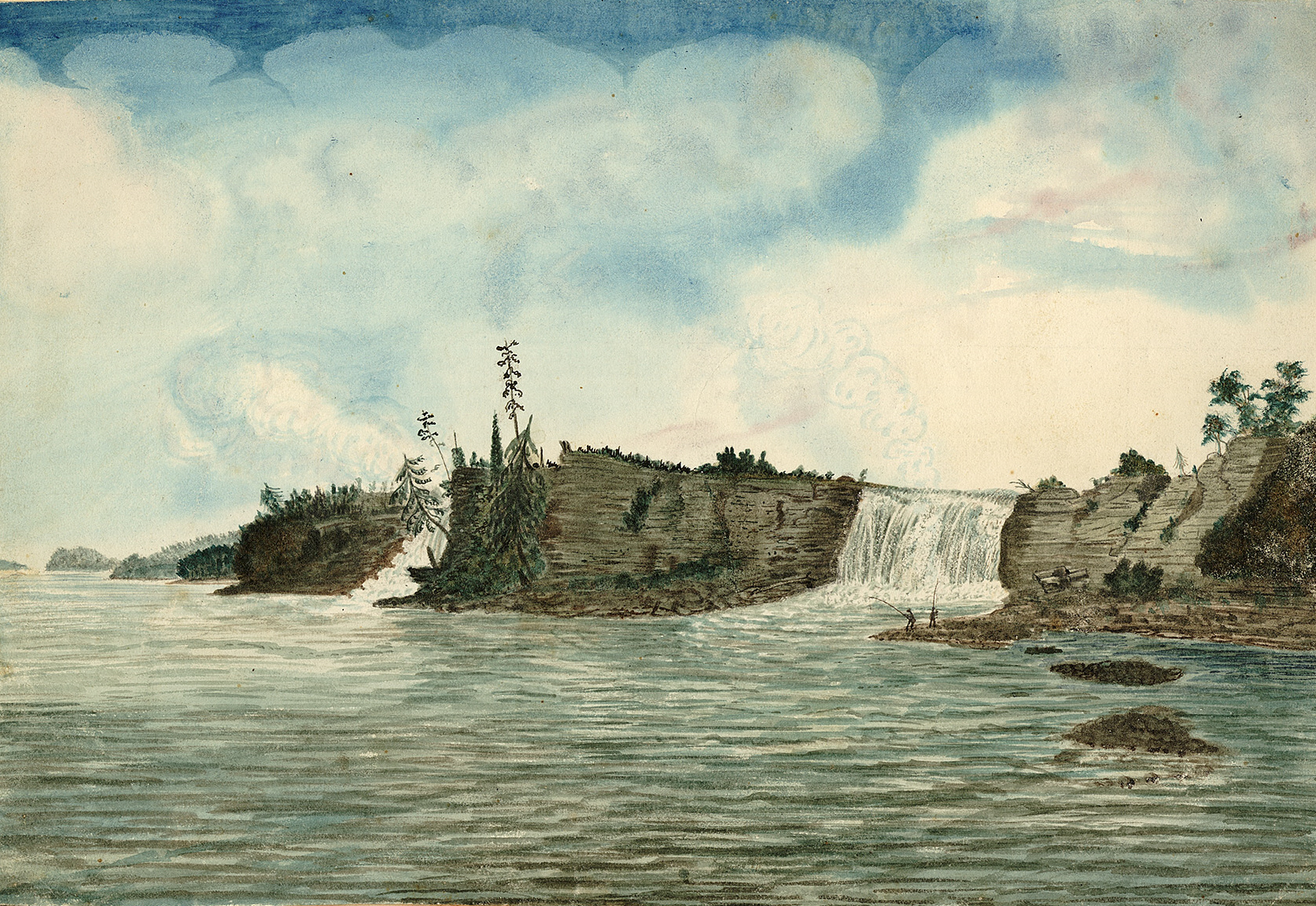
Chute de la Rivière Rideau se jetant dans la Rivière Outaouais, 1826

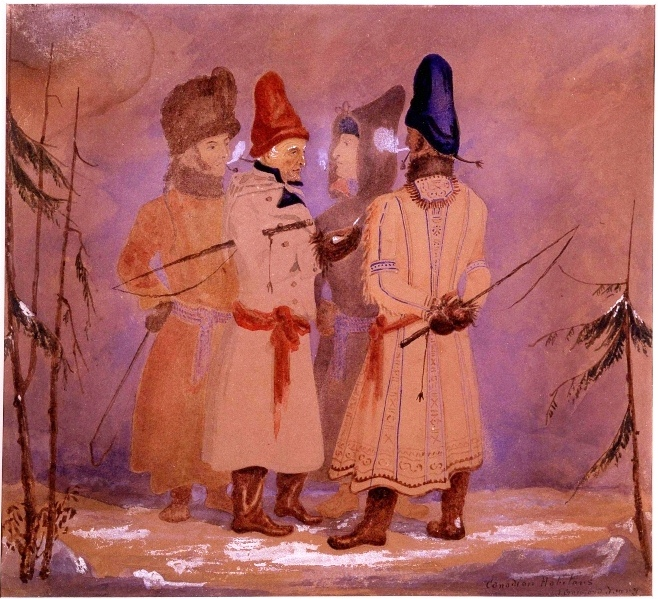
Habitants canadiens - peinture de John Crawford Young

- 27 janvier : le vicariat apostolique de Kingston devient le Diocèse de Kingston.
- 8 juin : l'office du journal The Colonial Advocate est endommagé par des tories en l'absence de William Lyon Mackenzie à Toronto en raison de ses positions contre le Family Compact.
- Début de la construction du Canal Rideau reliant le Lac Ontario à la Rivière Outaouais. Le lieutenant-colonel John By fonde le village de Bytown à son extrémité nord qui allait devenir la ville d'Ottawa.
- Bas-Canada : le parti Réformiste de Louis-Joseph Papineau devient le parti Patriote.
- Fondation de London en Ontario.
- Mise en place de la 13e assemblée générale de la Nouvelle-Écosse (en).
- Fort Garry est détruit par une inondation. Il faudra attendre quelques années avant qu'il ne soit reconstruit.
- 9 novembre : première édition du journal La Minerve fondé par Augustin-Norbert Morin.
- La Canada Company fondée par John Galt achète des terres au gouvernement du Haut-Canada. Cette compagnie va favoriser la colonisation de ces terres par des immigrants.

### Exploration de l'Arctique
- Nouvelle expédition de John Franklin et de John Richardson. Ils se rendent à l'embouchure du Fleuve Mackenzie. le groupe de Richardson longe le continent en se dirigeant vers l'est jusqu'à la Rivière Coppermine. Il aperçoit au loin l'Île Victoria. Sa partie d'expédition fut un succès. Le groupe de Franklin longe le continent vers l'ouest face à la Mer de Beaufort. Une autre expédition par Frederick William Beechey remonte en navire le Détroit de Bering et longe la côte de l'Alaska et atteint Point Barrow. Les groupes de Beechey et de Franklin vont tenter de se rencontrer mais ils vont se manquer d'une distance d'environ 150 kilomètres.

## Naissances
- 26 janvier : John Lemesurier, homme d'affaires et homme politique.
- 5 février : Julius Scriver (politicien)  († 5 septembre 1907)
- 8 mars : William Notman, photographe.
- 10 mars : Louis-Ovide Brunet, prêtre et botaniste.
- 17 mars : Alexander Morris, homme politique et lieutenant-gouverneur du Manitoba.
- 11 juin : James Colledge Pope, premier ministre de l'Île-du-Prince-Édouard.
- 21 juin : Frederick Temple Blackwood, gouverneur du Canada.
- 23 juin : Louis Babel, missionnaire.
- 25 août : Hector-Louis Langevin, homme politique. († 11 juin 1906)
- 17 septembre : Jean-Baptiste-Éric Dorion, journaliste et homme politique.
- 28 septembre : John Boyd, lieutenant-gouverneur du Nouveau-Brunswick.
- 16 novembre : George Irvine, homme politique.
- Frances Morse, épouse du premier ministre Charles Tupper

## Décès
- 13 février : Joseph-Bernard Planté, notaire et homme politique.
- 8 octobre : Thomas-Pierre-Joseph Taschereau, militaire et homme politique.
- 18 novembre : James Monk, juge.
- Gamaliel Smethurst, marchand et homme politique.